# Lasioptera vastatrix
Lasioptera vastatrix är en tvåvingeart som beskrevs av Frederick Askew Skuse 1888. Lasioptera vastatrix ingår i släktet Lasioptera och familjen gallmyggor. Inga underarter finns listade i Catalogue of Life.